# Зоран Момчиловић
Зоран Момчиловић (рођен 8. марта 1955. године у Сувојници) декан је Педагошког факултета у Врању. Редовни је професор из уже научне области Методика наставе физичког васпитања и физичко васпитање.

## Образовање
Завршио је Факултет за физичку културу у Београду. Магистрирао је на Факултету за физичку културу у Новом Саду, а докторирао на Факултету спорта и физичког васпитања Универзитета у Београду.

## Објављена дела
Аутор је више научних и стручних радова и учесник на научним скуповима од међународног значаја.

### Књиге и уџбеници
- З. Момчиловић, В. Момчиловић, Физичко васпитање и спорт, Учитељски факултет у Врању, Аурора, Врање, 2013.
- З. Момчиловић, В. Момчиловић, Методика наставе физичког васпитања, Практикум, Четврто измењено издање, Свен, Ниш, 2013.
- З. Момчиловић, Методика физичког васпитања, Аурора, Врање, 2011.
- З. Момчиловић, В. Момчиловић, Физичко васпитање и спорт, Аурора, Врање, 2010.
- З. Момчиловић, В. Момчиловић, Методика наставе физичког васпитања, Практикум, Треће измењено издање, Аурора, Врање, 2010.
- З. Момчиловић, Методика физичког васпитања, Универзитет у Нишу, Учитељски факултет у Врању, Центар за научноистраживачки рад, Врање, 2008.
- З. Момчиловић, В. Момчиловић, Методика наставе физичког васпитања, Практикум, Друго измењено издање, Универзитет у Нишу, Учитељски факултет у Врању, Центар за научноистраживачки рад, Врање, 2007.
- З. Момчиловић, Методика наставе физичког васпитања, Практикум, Универзитет у Нишу, Учитељски факултет у Врању, Врање, 2006.

### Монографије и поглавља у монографијама
- В. Момчиловић, З. Момчиловић, Ставови студената према физичком васпитању, Учитељски факултет у Врању, Врање, 2014.
- З. Момчиловић, Време, људи, догађаји, Учитељски факултет Врање, ЦИД – Центар за издавачку делатност, Врање, 2009.
- З. Момчиловић, и сар. Школа у природи, Универзитет у Нишу, Учитељски факултет у Врању, Центар за научниистраживачки рад, Врање, 2007.
- З. Момчиловић, Вредности, интересовања и ангажовање у физичком васпитању, Истраживања на учитељским факултетима у Србији, Учитељски факултет у Врању, Врање, 2006.

### Романи
- Непреболи